# Marc Pupi Pisó Frugi
Marc Pupi Pisó Frugi (en llatí: Marcus Pupius Piso Frugi) va ser un magistrat romà del segle i aC. Pertanyia a la gens Púpia, i era fill, possiblement, de Marc Pupi Pisó Frugi Calpurnià, nascut en la gens Calpúrnia però passat a la gens Púpia per adopció.
L'any 44 aC va ser pretor. Segons Ciceró, va ser un dels opositors de Marc Antoni.
Sembla que Marc Licini Cras Frugi, cònsol l'any 14 aC, era fill seu; posteriorment va ser adoptat per Marc Licini Cras (cònsol 30 aC), i va prendre el seu nom.